# لی مون سه
لی مون سه (کره‌ای: 이문세؛ زادهٔ ۱۷ ژانویهٔ ۱۹۵۹)  خواننده، ترانه‌پرداز و دی‌جی رادیو اهل کره جنوبی است. وی از سال ۱۹۷۸ میلادی تاکنون مشغول فعالیت بوده‌است.